# Metallurgstadion (Samara)
Metallurgstadion är en arena som ligger i den ryska staden Samara. Hemmaarena för klubben PFK Krylja Sovetov Samara. Arenan byggdes 1957 och har möjlighet att fylla 33 001 sedan den senaste renoveringen.